# Сомов (море)
Море Сомов (на английски: Somov sea) е периферно море в Тихоокеанския сектор на Южния (Арктически) океан край бреговете на Източна Антарктида – Земя Виктория (Бряг Отс и Бряг Джордж V).
Простира се между 150°и.д. на запад (море Д'Юрвил и 170°и.д. на изток (море Рос, а приблизителната му граница на север се прекарва по 61°ю.ш. Дължина от изток на запад около 1000 km, ширина до 800 km, площ 1150 хил.km2, максимална дълбочина до 4000 m. В югоизточната му част са разположени островите Балени. Практически цялото море е разположено южно от Южната полярна окръжност, поради което голяма част от годината е покрито с ледове. Само за месец-два ледената покривка се натрошава и на север се отправят огромни айсберги и парчета лед. По бреговете му температурата на водата се колебае от –1 °C до –3 °C, а на север е малко по-топла. В акваторията му по часовниковата стрелка циркулират няколко малки студени течения, които също оказват влияние на температурата на водата и въздуха. Наименувано е в чест на видния руски океанолог и полярен изследовател Михаил Сомов, ръководител на Първата съветска антарктическа експедиция 1956-57 г.